# Loi sur les langues officielles (Nouveau-Brunswick)
Pour les articles homonymes, voir Loi sur les langues officielles.
La Loi sur les langues officielles est une loi de l'Assemblée législative du Nouveau-Brunswick qui fait du Nouveau-Brunswick la seule province officiellement bilingue du Canada. Le Manitoba était aussi bilingue à sa fondation en 1870, mais n'a pas conservé ce statut. Cette loi dispose que l'anglais et le français sont les deux  langues officielles du Nouveau-Brunswick et qu'ils ont un statut égal dans toutes les institutions du gouvernement.

## Historique
La première Loi sur les langues officielles fut adoptée par le gouvernement libéral du Premier ministre Louis Robichaud le 18 avril 1969, trois mois avant l'adoption d'une loi semblable au niveau fédéral.
En 1982, la Charte canadienne des droits et libertés est enchâssée dans la Constitution du Canada ; l'article 16 de la Charte enchâsse dans la constitution le bilinguisme officiel du Nouveau-Brunswick. En 1993, la Charte est modifiée par l'insertion de l'article 16.1 qui garantit l'égalité des communautés anglophones et francophones au Nouveau-Brunswick.
En 2002, une nouvelle Loi sur les langues officielles est adoptée par le gouvernement progressiste-conservateur de Bernard Lord, abrogeant la première, afin de prendre en compte toutes les obligations constitutionnelles du Nouveau-Brunswick vis-à-vis les langues officielles en vertu de la Charte. La nouvelle loi crée notamment le Commissariat aux langues officielles dont le mandat est de faire appliquer la Loi sur les langues officielles dans les institutions gouvernementales et de promouvoir le bilinguisme au Nouveau-Brunswick ; elle comporte également des dispositions comme les critères raisonnables pour la traduction des lois municipales et prévoit une révision de la loi tous les 10 ans. 

## Limitations de la loi
Adoptée afin de maintenir et de promouvoir l'identité acadienne au sein du Nouveau-Brunswick, cette loi ne parvient toutefois guère à empêcher la baisse constante du poids des francophones au niveau provincial. En se basant sur le critère de la langue maternelle, leur poids est ainsi passé de 35,9 % de la population de cette province en 1951, à 32,4 % à 2016 (et même à 31,8 % selon le critère de la première langue officielle parlée, qui inclut pourtant également les allophones utilisant le français en premier). 
Selon l'expert Ilyes Zouari, spécialiste du monde francophone, les Acadiens du Nouveau-Brunswick devraient avoir un indice synthétique de fécondité (ISF) de 2,7 enfants par femme, soit environ le double du niveau actuel (un des plus faibles au monde), afin de pouvoir maintenir leur poids au niveau provincial à long terme. Et ce, puisqu'il convient de tenir compte d'une immigration désormais importante et très majoritairement anglophone (à plus de 80 %, l'immigration étant gérée par un gouvernement principalement anglophone), du taux d'assimilation des Acadiens à chaque génération (environ 20 %, et particulièrement dans le sud-est) et du taux d'assimilation des immigrés francophones (censés pourtant renforcer la population de langue française de la province). À défaut d'atteindre ce niveau de fécondité, la création d'une province acadienne, regroupant les territoires acadiens du Nouveau-Brunswick, serait alors inévitable selon ce même expert,.